# Apolipoprotéine

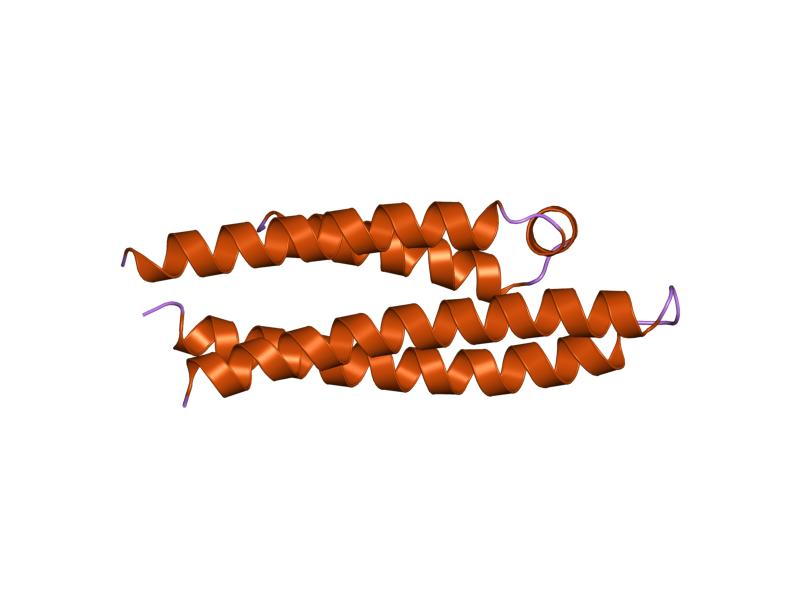
Apolipoprotéine E3.

Les apolipoprotéines sont des protéines constitutives des lipoprotéines, structures chargées de transporter des molécules hydrophobes (triglycérides, cholestérol) dans le sang, milieu aqueux. Elles assurent la cohésion et la solubilisation des lipoprotéines dans le sang. Elles ont aussi un rôle dans la régulation métabolique (activateur/inhibiteur d'enzymes plasmatiques ou ligands des récepteurs membranaires).
Selon les lipoprotéines, les apolipoprotéines ne sont pas les mêmes. Certaines sont transférables d'une lipoprotéine à une autre, comme les apolipoprotéines E (Apo E) et C (Apo C).
On distingue :
- l'apolipoprotéine A (Apo A) présente à la surface des chylomicrons et des HDL, dont l'apolipoprotéine A1 ;
- l'apolipoprotéine(a) (Apo(a)) à la surface de la lipoprotéine(a) ;
- l'apolipoprotéine B avec deux isoformes :
  - l'apolipoprotéine B-48 (Apo B-48) à la surface des chylomicrons,
  - l'apolipoprotéine B-100 (Apo B-100) à la surface des VLDL, des IDL et des LDL ;
- l'apolipoprotéine C (Apo C) à la surface des chylomicrons, des HDL et des VLDL, qui se subdivisent en apolipoprotéine C-I, C-II, C-III et C-IV ;
- l'apolipoprotéine D (Apo D) à la surface des HDL ;
- l'apolipoprotéine E (Apo E) à la surface des chylomicrons, des HDL, des IDL et des VLDL ;
- l'apolipoprotéine L, dont l'apolipoprotéine L1 ;
- l'apolipoprotéine M ;
- l'apolipoprotéine O.

Ainsi en fonction des apolipoprotéines présentes à leur surface, les lipoprotéines seront capturées par des cellules différentes (possédant des récepteurs aux apolipoprotéines différents).

## Dosage
Il peut être fait chez un patient non à jeun. Il concerne essentiellement l'Apo A et les Apo B. La méthode de dosage en est standardisée depuis 1993.

## Facteurs de risque cardiovasculaire
Une augmentation du rapport Apo B/Apo A est un facteur de risque cardiovasculaire classique,. L'intérêt de sa mesure reste discuté par rapport à celle des dosages du cholestérol LDL et HDL pour la prévention des risques cardiovasculaires : elle apparaît ainsi dans certaines recommandations  mais une autre étude donne un résultat peu concluant.

## Facteurs de risque de démence
Le gène de l'Apo E existe sous trois formes (allèles): APO E2 (7-8 % de la population générale), E3 (75-80 %, la plus fréquente) et E4 (15-15 %). L'allèle E4 est connu comme étant le principal facteur de risque génétique de la forme sporadique (non-familiale, la plus fréquente) de la Maladie d'Alzheimer et ce principalement en cas d'homozygotie. 
En effet, d'après des études récentes,, le risque des porteurs de la forme hétérozygote E3/E4 auraient un risque de développer la maladie 3.2 fois supérieur à celui des E3/E3. Les porteurs homozygotes (E4/E4) auraient quant à eux un risque 11.6 fois supérieur aux E3/E3.
L'allèle E2 serait quant à lui un allèle protecteur, puisque les porteurs E2/E3 auraient un risque de développer la maladie légèrement inférieur aux non-porteurs.

## Apolipoprotéines amylogènes
Certaines apolipoprotéines sont à l'origine d'amylose (maladie). En effet, en fonction de la composition en acides aminés, les apolipoprotéines A-I sans lipides se comportent en protéine non repliée de façon native. Cet état garantit la plasticité de la protéine, qui peut se déplier partiellement lorsque les lipides sont relargués et se replier lorsque les lipides sont fixés. Ces caractéristiques sont particulièrement évidentes pour le domaine N-terminal de l’apolipoprotéine A-I, le constituant principal des fibrilles amyloïdes d’apolipoprotéine A-I. 
D’autres lipoprotéines, comme l’apolipoprotéine A-II, l’apolipoprotéine E (ApoE) et la protéine amyloïde sérique A (SAA), peuvent former des dépôts amyloïdes et constituent à ce titre un groupe particulier.